# M35 (Stahlhelm)

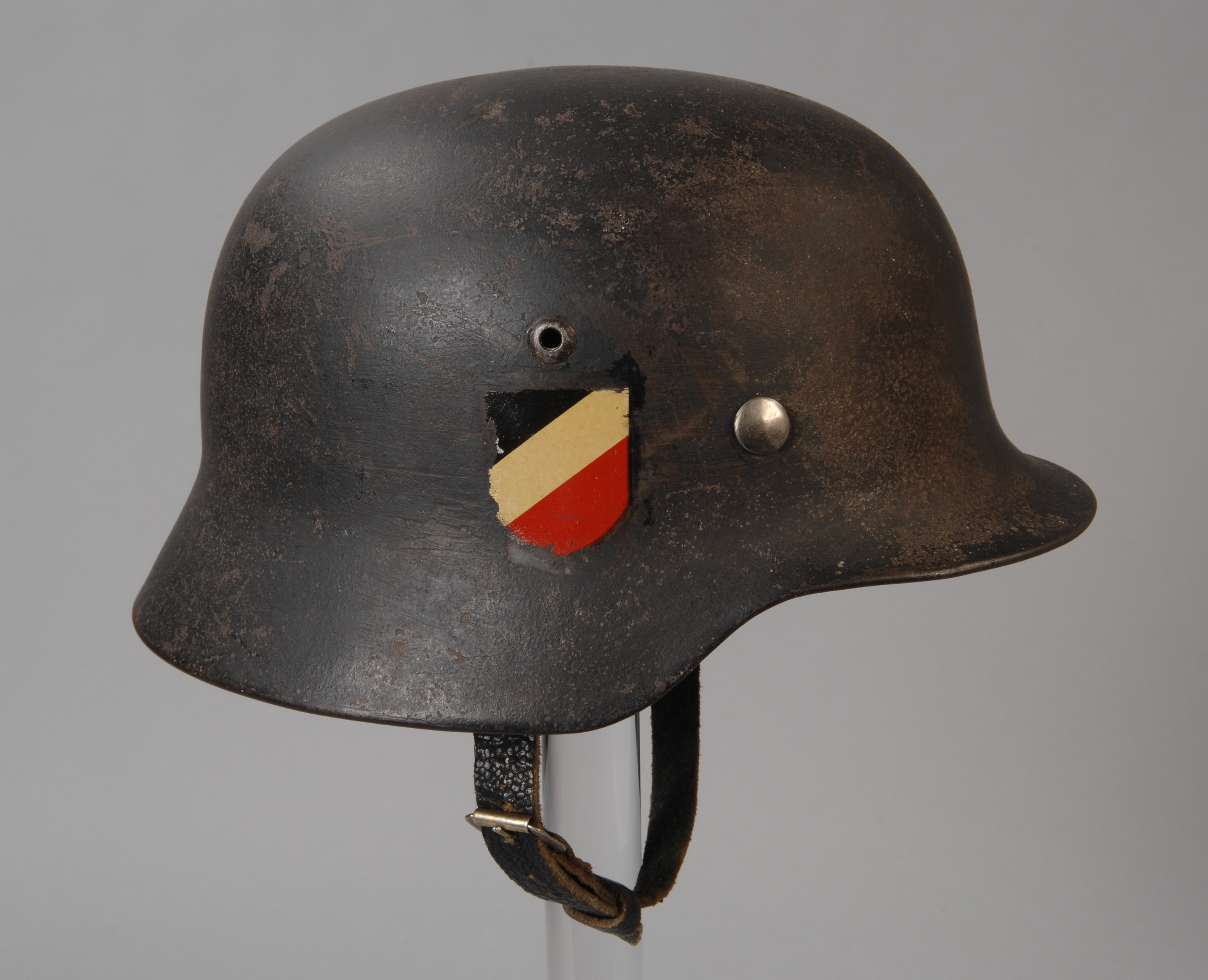
Stahlhelm M35, Ansicht der rechten Seite mit Wappenschild in den Reichsfarben Schwarz-Weiß-Rot

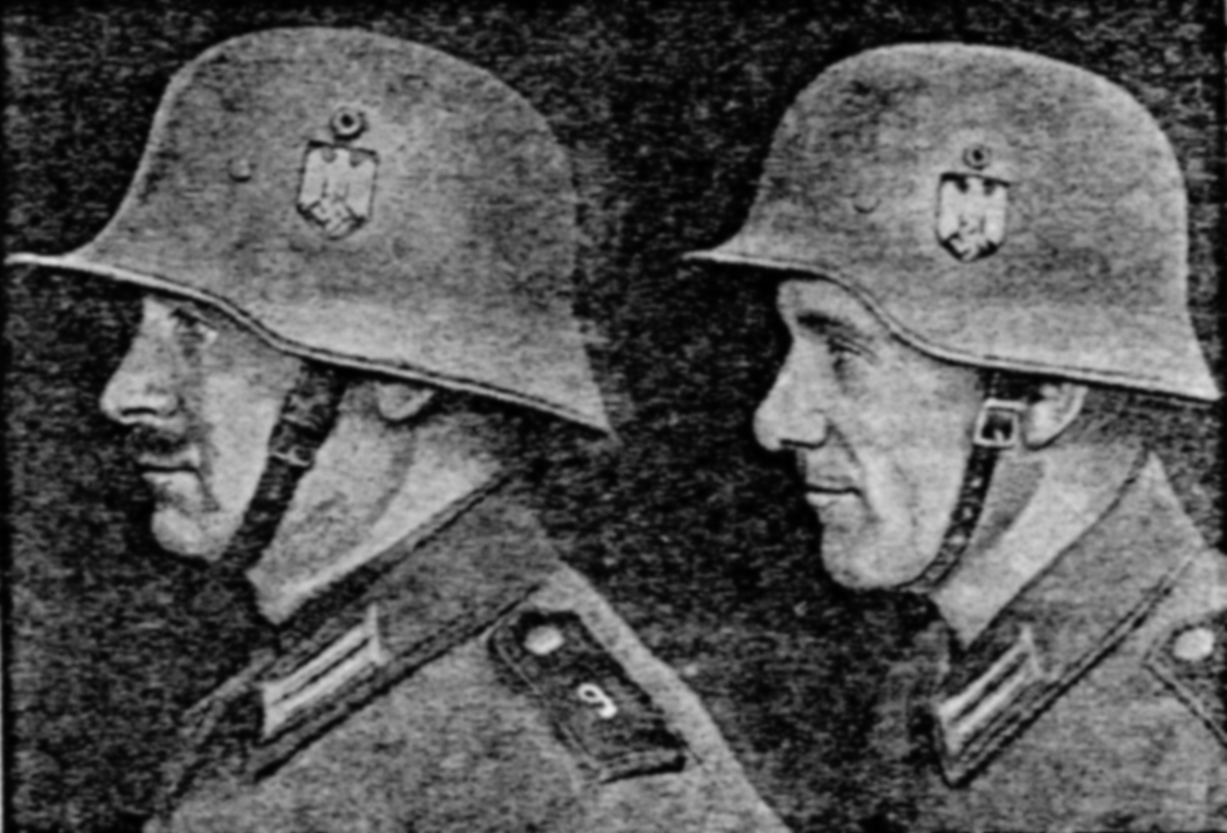
Der M18 (links) und M35 im direkten Vergleich. Beim M18 sind der verlängerte Stirn- und Nackenschutz sowie der tiefere Sitz über den Augen und Ohren gut zu erkennen.

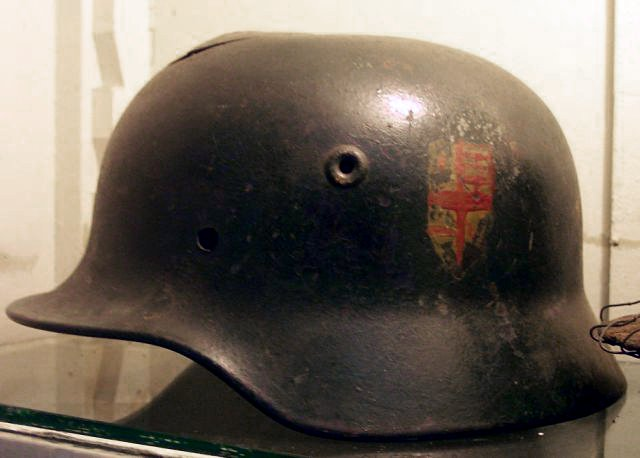
Der Stahlhelm M40 im Seitenprofil; gut zu erkennen die Bördelung, die Belüftungsbuchse sowie der fehlende Splint vom Betrachter aus links vorn gesehen. Im Gegensatz zum M35 ist bei dem abgebildeten Helm die Belüftungsbuchse nicht durch einen Hohlniet eingefasst.

Der Stahlhelm M35 war der Standardhelm der deutschen Wehrmacht ab dem 16. März 1935 sowie der verbündeten Partner in den ersten Kriegsjahren von 1939 bis 1942 und Nachfolger des M18. Ab dem Jahr 1940 wurde er zunächst von seinem Nachfolger M40 und nach 1942 dann nach und nach vom M42 abgelöst, verblieb aber bis Kriegsende im Einsatz.

## Beschreibung des Stahlhelms
Der Stahlhelm M35 bestand aus einem 1,1 bis 1,2 mm, jedoch an keiner Stelle unter 0,950 mm starken Stahlblech. Er wurde nahtlos gepresst und am Rand ringsum nach innen 0,5 cm breit gebördelt. Die Seite war so zu bemessen, dass der Helm an den Seiten ringsum und oben 20 mm vom Kopf abstand. An der Vorderseite links und rechts sowie an der Rückseite war je ein Loch für die Splinte zur Befestigung der Innenausstattung zu finden. An den Seiten war ebenfalls je ein weiteres Loch zur Aufnahme der Entlüftungsbuchsen zu sehen. Der untere Teil des Helmes lief an den Seiten und nach hinten in den Hals- und Nackenschutzschirm und vorn in den Augenschutzschirm aus. Der Rand des Hals- und Nackenschutzschirmes war waagerecht, so dass der Helm beim Hinstellen geradestand. Der M35 war sowohl innen als auch außen mit rostschützender feldgrauer Farbe gestrichen; ab April 1940 wurde als Farbe für den Stahlhelm beim Heer der Wehrmacht schiefergrau vorgeschrieben. 4 mm unterhalb der Entlüftungsbuchsen waren angebracht:
- a) rechts der Wappenschild in den Reichsfarben Schwarz-Weiß-Rot und
- b) links das Hoheitsabzeichen in silbergrauer Farbe auf schwarzem Schild.

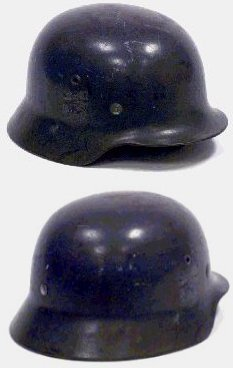
M35 (in Schwarz) mit seitlichem Vorder- und Rückansichtsprofil; Reste der Wappenschilde sind noch erkennbar
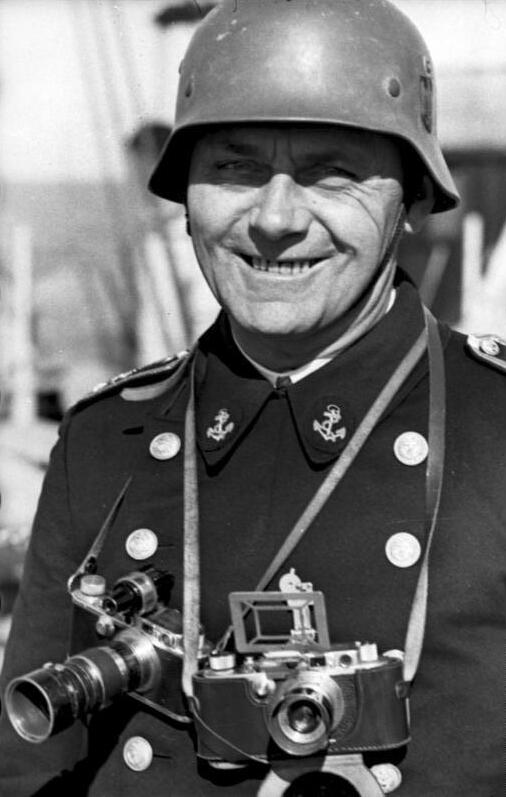
Der M35 im Vorderprofil, gut zu erkennen die beiden vorderen Splinte
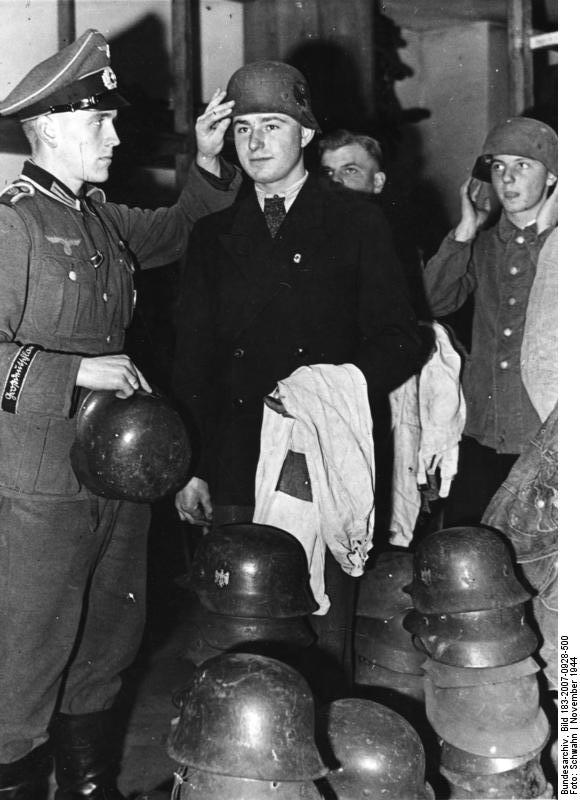
Auch 1944 wurden noch gebrauchte M35 ausgegeben
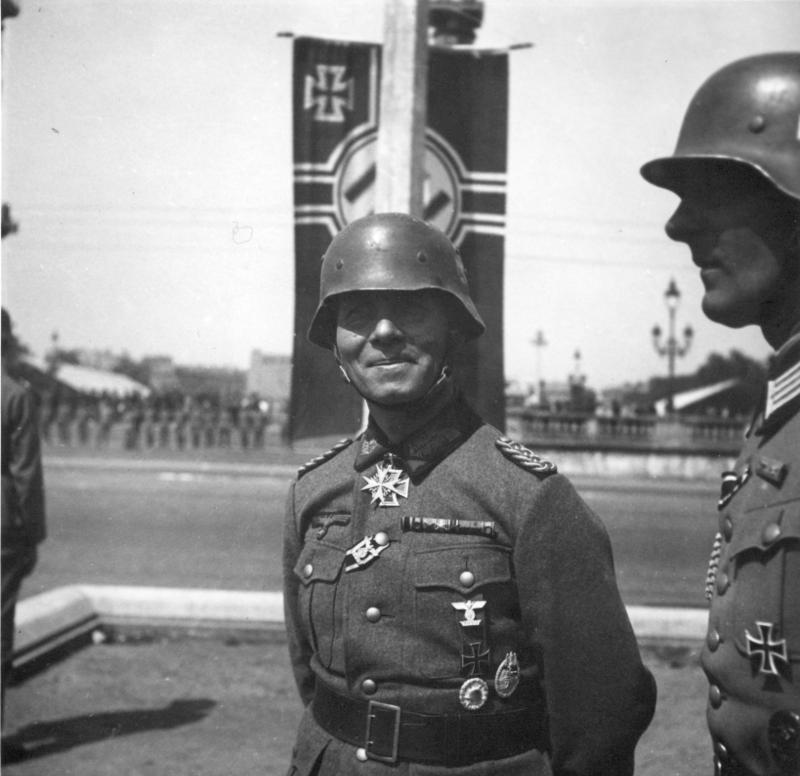
Der M35 von Erwin Rommel
Die Wappenschilde für den Stahlhelm M35

Die Mittellinie der beiden Abzeichen musste genau durch die Mitte der Lüftungsbuchsen laufen und senkrecht zum unteren Helmrand stehen. Die unten abgerundeten Schilde waren 3,3 cm breit und 4 cm hoch. Die verwendeten Farben mussten zudem wasserfest sein. Bei der SS war der Stahlhelm anstelle dieser Abzeichen mit SS-Runen versehen und bei der Allgemeinen SS mattschwarz statt mattgrau lackiert.

## Verpassen und Sitz des Stahlhelms

### Größen des M35
Der Stahlhelm M35 bot nach den Kriegserfahrungen aus dem Ersten Weltkrieg Schutz gegen Schrapnellkugeln und kleine Granatsplitter. Gewicht und Sitzart waren Folgen der hohen Anforderung, die an seine Widerstandskraft gegen Beschuss seitens des Heereswaffenamtes gestellt werden mussten. Die Helmgröße war auf der linken Innenseite des Nackenschirmes einzuschlagen. Es gab folgende Größen und Gewichte (ohne Innenausstattung und Kinnriemen):
- Größe 60 für Kopfweiten bis 53 cm, Gewicht etwa 810 bis 930 g
- Größe 62 für Kopfweiten bis 55 cm, Gewicht etwa 880 bis 1000 g
- Größe 64 für Kopfweiten bis 57 cm, Gewicht etwa 920 bis 1070 g
- Größe 66 für Kopfweiten bis 59 cm, Gewicht etwa 1000 bis 1125 g
- Größe 68 für Kopfweiten bis 61 cm, Gewicht etwa 1025 bis 1170 g

Daneben gab es auch Zwischengrößen, die allerdings nur durch die Innenausstattung erreicht wurden:
- Zwischengröße 61 für Kopfweiten bis 54 cm
- Zwischengröße 63 für Kopfweiten bis 56 cm
- Zwischengröße 65 für Kopfweiten bis 58 cm
- Zwischengröße 67 für Kopfweiten bis 60 cm

Bei der Helmgröße 60 bedeutet die Größe also, dass der Innenumfang des Helmes, wo die Helmglocke in den Schirm übergeht, 60 cm war. Der Vorderschirm des M35 musste dabei mit den Augenbrauen abschneiden. Beim Verpassen der Helme musste auch unbedingt darauf geachtet werden, dass die Helmgröße gewählt wurde, die der Kopfweite des Soldaten entsprach. Danach musste zwischen Kopf und Schweißleder ein Zwischenraum bleiben, der bei Einbeulungen des Helms Schädelverletzungen verhindern sollte. Zur Lüftung des M35 dienten die Entlüftungsbuchsen. Im Übrigen war das Anbringen von Abzeichen, außer dem deutschen Wappenschild und dem Hoheitsabzeichen, unter Strafe verboten. Wurde der schwarze Kinnriemen nicht benutzt, war er über den Vorderschirm des Helmes zu legen, damit er nicht beim Tragen stören konnte.

### Tarnung

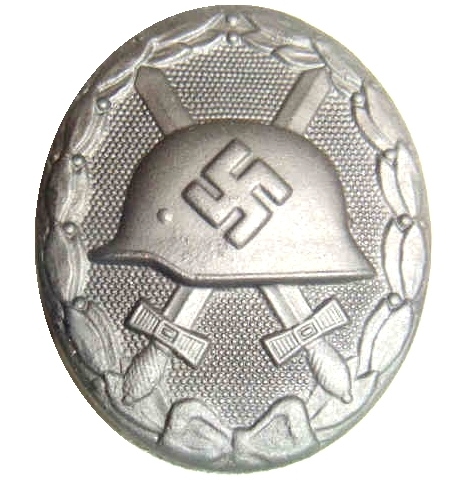
Der M35 stand auch Vorbild für das Verwundetenabzeichen von 1939.

In Friedenszeiten wurde der Helm nur auf Befehl des leitenden Offiziers durch Anbringen von Gras usw. getarnt. Ein Bestreichen mit Lehm, Erde und dergleichen war ebenfalls unter Strafe verboten. Im Felde war dagegen jede Tarnmöglichkeit auszunutzen, insbesondere die Umlackierung zur Anpassung an die jeweilige Umgebungslandschaft. Zunächst wurde dabei noch der Wappenschild umpinselt; im späteren Kriegsverlauf, insbesondere mit der Einführung der neuen Modelle, verschwanden die Wappen aufgrund der Materialknappheit dann nach und nach. Eine Ausnahme bildeten hier die Stahlhelme der Waffen-SS, die ihre Siegrune weiterhin trugen, sowie militärische Ehrenwachen und dergleichen.

### Sonstiges
Der Helm durfte nicht missbräuchlich z. B. zum Kochen benutzt werden, da das Metall bei Erhitzung ansonsten seine Festigkeit und so die Schutzsicherheit verloren hätte. Bei Beschädigung des Farbüberzugs musste dieser schnellstmöglich durch Anstrich erneuert oder ergänzt werden, um der Rostbildung vorzubeugen. Einlacken, polieren mit Ölen usw. oder Einfetten der Stahlhelme war verboten, da sie dadurch ihr stumpfes, mattes Aussehen verloren. Einfachere Instandsetzungen, wie der Ersatz von Splinten, konnte nur durch eine Waffenmeisterei erfolgen; für Schäden am Lederriemen war nach Bedarf ein Sattler aufzusuchen. In Vorratskammern waren Stahlhelme mit Anstrich mit Zwischenlagen aus Papier zu lagern, damit der Lack nicht beschädigt wurde. Im Übrigen durften aus diesem Grund nicht mehr als fünf Stahlhelme übereinander gelagert werden.

## Beschreibung des Stahlhelmsplints mit Scheibe
Der dreiteilige Stahlhelmsplint mit Scheibe wurde aus Messingblech gefertigt und galvanisch verzinkt. Der Kopf wurde dabei flach gewölbt und für die
- Stahlhelme des Heeres in feldgrau und für
- Stahlhelme der Luftwaffe blaugrau

lackiert. Der Farbton des Lackes musste möglichst dem des Helmes entsprechen.

### Abmessungen des Splintes
- Durchmesser des Kopfes: 13,00 mm ± 0,20 mm,
- Höhe des Kopfes: 1,50 mm ± 0,05 mm,
- Länge der Schenkel: 17,50 mm ± 0,50 mm
- Breite der Schenkel: 6,00 mm ± 0,30 mm
- Stärke der Schenkel: 0,55 mm ± 0,02 mm
- Radius der abgerundeten Schenkelenden: 3,00 mm ± 0,02 mm[3]

### Abmessungen der Scheibe
- Durchmesser der Scheibe: 12,0 mm ± 0,20 mm
- Stärke der Scheibe: 1,0 mm ± 0,05 mm
- Länge der Schlitze: 6,5 mm ± 0,02 mm
- Breite der Schlitze: 1,0 mm ± 0,02 mm
- Breite des Mittelsteges: 3,5 mm ± 0,10 mm.

Das Gewicht des Splintes mit Scheibe sollte etwa 3,5 Gramm betragen. Die Splinte waren mit dem Firmen- und Jahresstempel auf der Flachseite eines Schenkels zu versehen. Die Splinte waren so zu verpacken, dass der Anstrich nicht beschädigt werden konnte. Auf den Pappschachteln war die Lieferfirma kenntlich zu machen.

## Innenausstattung zum Stahlhelm M35 ohne Kinnriemen
Die Innenausstattung des M35 bestand aus vier Komponenten. Diese waren:
1. der Außenring mit zwei beweglichen Hängeblechen;
2. der Innenring mit fünf Stahlfedern;
3. das 7- bis 9-gradige Schweißleder mit Filzstreifen sowie die
4. Zugschnur.

### Außenring
Der Außenring wurde aus einem Stück gestanzt und war etwa 35 mm breit und 0,7 mm stark, zu den Stahlhelmgröße 60 bis 68 passend mit zwei Nieten aus Leichtmetall geschlossen. Zwischen den Nieten war ein rundes Loch mit einem Durchmesser von 8 mm. Der Durchmesser für den hinteren Helmsplint, von dem Loch gleich weit entfernt, vorn seitlich zwei etwa 24 mm lange und 5 mm breite, waagerechte Schlitze für die seitlichen Helmsplinte. Die Entfernung der seitlichen Splintschlitze vom hinteren runden Splintloch betrug, von Mitte Loch bis Mitte Schlitz gemessen, bei Helmgrößen:
- Größe 60 für Kopfweiten bis 53 cm, 210 mm.
- Größe 62 für Kopfweiten bis 55 cm, 220 mm.
- Größe 64 für Kopfweiten bis 57 cm, 230 mm.
- Größe 66 für Kopfweiten bis 59 cm, 240 mm.
- Größe 68 für Kopfweiten bis 61 cm, 250 mm.

Im Ring fünf etwa 100 mm breite und 20 mm lange, senkrechte, schlaufenartige Einstanzungen für die Federn des Innenrings; der untere Rand des Außenrings war leicht nach außen, der obere etwas nach innen gewölbt. In der Mitte des Ringes war zu beiden Seiten in gleicher Entfernung vom runden hinteren Splintloch je ein Hängeblech mit Vierkantring aus Leichtmetall zur Aufnahme des Kinnriemens beweglich festgenietet.

### Innenring mit Stahlfedern
Der Innenring war etwa 35 mm breit und 0,4 mm stark mit zwei Nieten aus Leichtmetall geschlossen. Am unteren Rand befanden sich, je nach Helmgröße, 10 bis 15 runde Löcher für die Befestigungssplinte des Schweißleders mit Filzstreifen. Auf dem Innenring fünf mit Nieten aus Leichtmetall befestigte Stahlfedern. Diese hatten folgende Eigenschaften:
- Länge der Federn bei Helmgröße 60 bis 64: etwa 212 mm;
- Länge der Federn bei Helmgröße 66 bis 68: etwa 232 mm;
- Breite der Federn: etwa 15 mm;
- Stärke der Federn: etwa 0,25 mm.

Der Innenring wurde durch Einschieben der Enden der Stahlfedern in die schlaufenartigen Einstanzungen im Außenring mit diesem federnd so verbunden, dass er etwa 4 mm unter den oberen Rand des Außenringes lag. Die Federn wurden zum Schutz gegen Rost zweimal, je einmal weißer Grund sowie feldgraue Deckfarbe mit Einbrennlack überzogen.

### Schweißleder mit Filzstreifen
Das Schweißleder mit Filzstreifen bestand aus Schaf- (Bastardwolle) oder Ziegenleder und war etwa 1 mm stark, naturfarbig, ohne Auftrag einer Appretur auf der Narbenseite. Das Schweißleder musste aus einem Stück so geschnitten sein, dass je nach Helmgröße sieben bis neun Zacken entstanden. Sie mussten dabei überall die gleiche Stärke aufweisen und frei von Schnitten und sonstigen Beschädigungen sein. Zudem durften sie keine Knoten und harten Stellen aufweisen. In jeder Zacke waren fünf Lüftungslöcher von etwa 6 mm Durchmesser und an der Spitze ein Schnürloch für die Zugschnur anzubringen. Das Schnürloch war dabei durch eine fest aufgeklebte Lederscheibe von etwa 14 mm Durchmesser zu verstärken. Am unteren Rand des Schweißleders wurde ein etwa 40 mm breiter und 1 mm starker Filzstreifen aufgenäht. Das Schweißleder selber wurde mit 10 bis 15 Leichtmetallsplinten am unteren Rand des Innenrings so befestigt, dass seine Schließnaht der Nietstelle des Außenrings gegenüber und der Filzstreifen etwa 30 mm breit zwischen Innenring und Schweißleder lag. Das Schweißband wies folgende Maße auf:
- Höhe des Schweißleders: etwa 140 mm;
- Höhe der Zacken: etwa 50 mm;
- Breite der Zacken unten: etwa 50 mm;
- Breite der Zacken in Höhe des Schnürloches: etwa 25 mm.[6]

### Zugschnur
Die Zugschnur war eine etwa 60 cm lange weiße Rundschnur.

### Sitz der Innenausstattung
Die Innenausstattung war in den Stahlhelm M35 so einzuführen, dass sich das runde Splintloch des Außenrings mit dem hinteren Splintloch deckte. Die Federung gewährleistete einen festen Sitz, der durch entsprechendes Anziehen der Zugschnur noch verbessert werden konnte. Das Gewicht der Innenausstattung betrug etwa 153 Gramm.

## Materielle Abnahmevorschriften
Der M35 war einer Vielzahl von materiellen Abnahmevorschriften ausgesetzt. Diese waren:
- Material
  - Außenring: Leichtmetall nach HgN 12 240 Al-Mn.
  - Innenring: Leichtmetall nach HgN 12 240 Al-Mg-Si.
  - Federn: aus bestem Federstahl. Die Lackierung muss hart auftrocknen und widerstandsfähig gegen Abschürfungen sein.
  - Hängeblech und Öse: Leichtmetall nach HgN 12 240 Al-Mg-Si, gesandstrahlt.
  - Niete und Splinte: nach HgN 12 240 Al-Mg-Si.
  - Schweißleder: Das ungespaltene oder gespaltene Schaf- (Bastard) oder Ziegenleder musste mit pflanzlichen Gerbstoffen gegerbt sein, wobei die Mitverwendung synthetischer Gerbstoffe erlaubt war und mit Sumach-Gerbstoff mach- bzw. ausgegerbt wurde. Es durfte keine Mineralgerbung enthalten sein. Der Mischgehalt des Leders durfte zudem nicht 6 von 100, der Gesamtauswachsverlust 7 von 100 nicht übersteigen. Der Fettgehalt des Leders an freien Fettsäuren, als Ölsäure berechnet, durfte 2 von 100 nicht übersteigen. Das Leder musste auch frei von stark wirkenden freien Säuren und gesundheitsschädlichen Stoffen (z. B. lösliche synthetische Gerbstoffe) sein. Zur Herstellung des Schweißleders durften nur Leder verarbeitet werden, die diesen genannten Vorschriften entsprachen und die nach Untersuchung ausdrücklich für die Verarbeitung freigegeben worden waren. Diese Untersuchung erfolgte zu Lasten des Auftragnehmers durch die Deutsche Versuchsanstalt für Lederindustrie in Freiberg (Sachsen). Die Kosten beliefen sich je Partie auf 35 Reichsmark. Für die Untersuchung waren daher vom Auftragnehmer drei Muster von Hundert jeder Partie des für die Verarbeitung in Aussicht genommenen Leders an die Versuchsanstalt einzusenden. Die Musterlederstreifen mussten dabei eine Größe von 2 × 8 cm aufweisen und waren nach Herstellungsvariante zu trennen und mit entsprechenden Anhängern zu versehen, aus denen sich das Datum der Herstellung, Größe der Partie und die verarbeitende Firma ablesen ließen. Die Freigabe selber erfolgte dann durch das Beschaffungsamt.[9]
  - Filzstreifen: ungefärbte Schafwolle mit Beimischung von 30 von Hundert Reißwolle, jedoch ohne Beimischung von Pflanzenstoffen. Der Filzstreifen durfte auch nicht einlaufen. Gegen den Angriff der Mottenraupe musste der Filzstreifen durch ein geeignetes Mottenschutzmittel widerstandsfähig erhalten bleiben. Die Untersuchung solcher Mottenschutzstoffe oblag dem Beschaffungsamt der Wehrmacht.
  - Zugschnur: aus Baumwolle mit 20 von Hundert Zellwollbeimischung mit einer Reißfestigkeit von 11 kg bei 30 cm freier Einspannlänge.
  - Nähfaden: Für die Nähte zur Verbindung von Schweißleder und Filzstreifen wurde Maschinenfeinzwirn Nr. 30/3 mtr. verwendet. Für die Schließnaht des Schweißleders kam Maschinenfeinzwirn Nr. 10/3 mtr. zum Einsatz.

- Stempelung
  - hinter dem rechten Hängeblech: Lieferfirma und Lieferjahr;
  - hinter dem linken Hängeblech: Helmgröße und Kopfweite. Bis zum Aufbrauch der Stahlhelme alter Art, gemeint ist hier der M16 sowie M18 (die noch weit verbreitet waren) war am M35 der Zusatz n.U. einzustempeln.
  - auf der Narbenseite des Schweißleders I. Zacke neben der Naht unterhalb des Schnürloches war die Kopfweite mit säurefreier Stempelfarbe anzubringen.[10]

## Sonstiges

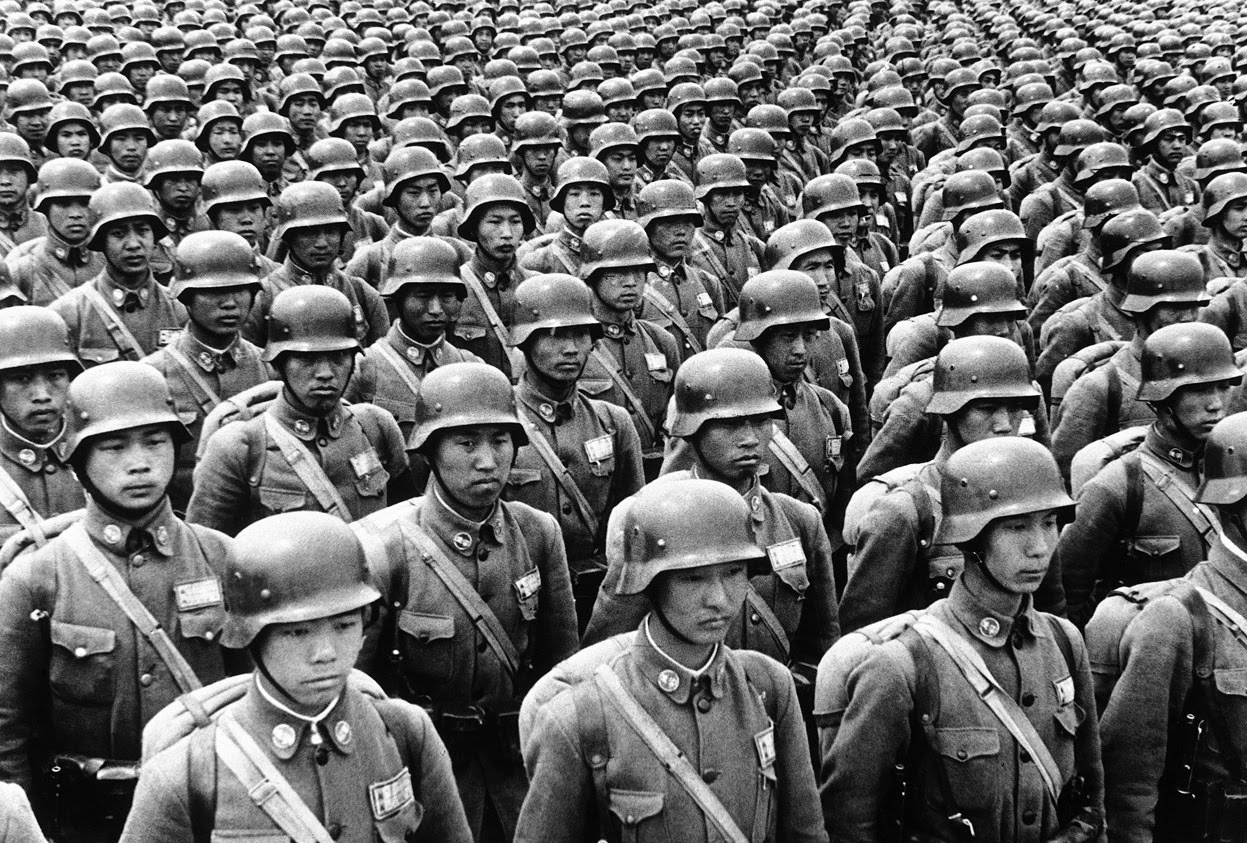
Von Deutschland ausgebildete chinesische Truppen mit dem M35 vor der Schlacht um Wuhan

Für Militärparaden und zu sonstigen festlichen Anlässen (z. B. Staatsempfänge) gab es neben der Stahlvariante auch eine aus Plastik. Diese war bei einer längeren Tragezeit praktischer und angenehmer. Diese Kunststoffhelme wurden auch standardmäßig von älteren Offizieren und Generälen getragen. Gleichfalls wurden diese Kunststoffhelme von Verwundeten getragen. Der Kunststoffhelm war äußerlich nicht von dem Stahlhelm 1935 zu unterscheiden, jedoch wog er nur wenige Gramm.
Im Rahmen der durch die Chinesisch-Deutsche Kooperation erfolgten Modernisierung der Armee der Republik China durch Hans von Seeckt kaufte China seine Rüstungsgüter von Deutschland. Dazu gehörte bis 1936 auch der Import von etwa 250.000 M35-Stahlhelmen, die von der chinesischen Armee von 1937 bis 1945 geführt wurden, wobei aber gleichzeitig auch andere Typen verwendet wurden.
Bei den Streitkräften Chiles gehört der Stahlhelm M35 aufgrund der dort historischen Anlehnung an deutsche Militärtraditionen zur Paradeuniform.
Aus dem M35 wurden auch Helme für die Feuerwehr und – mit anderen Schutzschirmen vorn und hinten – für den Reichsluftschutzbund abgeleitet. Manche dieser Helme waren am Übergang zum Schutzschirm mit einem Wulst versehen, der rund um den Helm lief. Dieser Wulst kennzeichnet den Helm als einen „Helm verminderter Festigkeit“.